# 静岡県道43号磐田福田線
静岡県道43号磐田福田線（しずおかけんどう43ごう いわたふくでせん）は、静岡県磐田市を通る県道（主要地方道）である。

## 概要

### 路線データ
- 陸上距離：6.186 km
- 起点：磐田市見付（新通り交差点、静岡県道86号磐田インター線・静岡県道413号磐田袋井線交点）
- 終点：磐田市福田中島（福田西交差点、国道150号交点）

## 歴史
- 1993年（平成5年）5月11日 - 建設省から、県道磐田福田線が磐田福田線として主要地方道に指定される[1]。
- 2009年（平成21年） - 今之浦川に架かる於福橋が架け替えられ、それに伴い橋の前後の区間でルート変更となる[2]。

## 地理

### 通過する自治体
- 磐田市

### 交差する道路
- 静岡県道86号磐田インター線・静岡県道413号磐田袋井線（磐田市見付・新通り交差点、起点）
- 静岡県道403号磐田掛川線（磐田市二之宮・二之宮南交差点）
- 国道150号（磐田市福田中島・福田西交差点、終点）